# Соовик, Линда Юрьевна
Линда Соовик (эст. Linda Soovik, 28 июня 1915 — 2 марта 2005) — эстонский педагог.
В 1959-м году окончила Тартуский университет.
С 1953 по 1969 год —  директор Пярнуской средней школы №2 имени Лидии Койдулы.
С 1969 по 1974 год —  директор Пярнуской заочной средней школы.
Депутат 5-го созыва Верховного Совета Эстонской ССР.

## Награды и премии
- 1963 — Заслуженный Учитель Эстонской ССР
- 1966 — Орден Ленина
- 1968 — Герой Социалистического Труда

## Внешние ссылки
- Герои страны
- Фотография в базе данных Эстонского Национального Архива